# Természettudományi Múzeum (Genf)
A Genfi Természettudományi Múzeum Svájc legnagyobb természeti múzeuma.

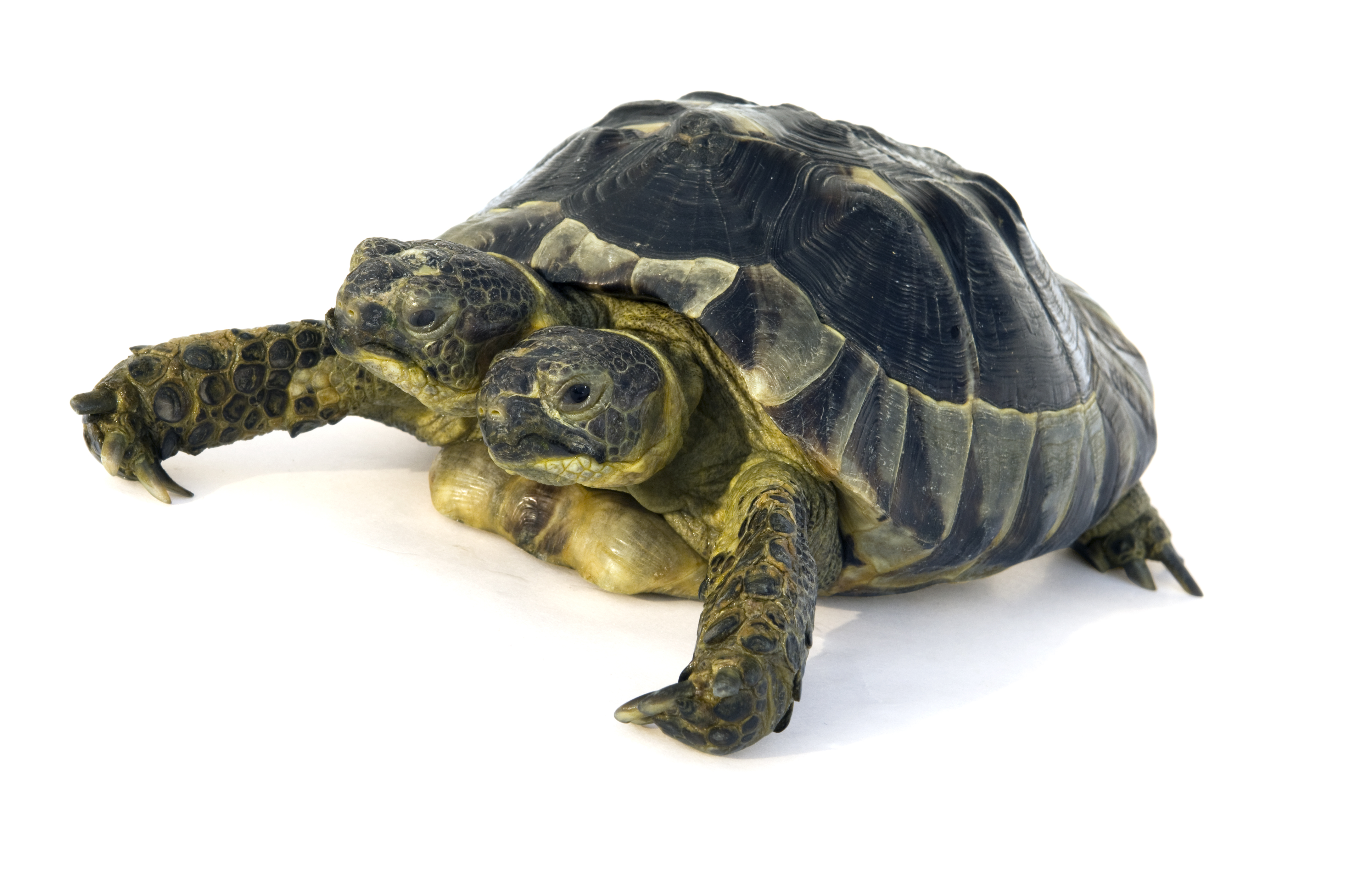
Janus 2008-ban.

A múzeumot 1820-ban alapították, 15 millió egyedi kiállítási tárggyal, 10 000 négyzetméternyi kiállítási térrel rendelkezik.
Kabalaállata: Janus, a kétfejű teknős, aki 1997. szeptember 3-án született az intézményben és azóta is ott él. 

## Fordítás
Ez a szócikk részben vagy egészben  a   Muséum d’histoire naturelle de la Ville de Genève című német Wikipédia-szócikk ezen változatának fordításán alapul.  Az eredeti cikk szerkesztőit annak laptörténete sorolja fel. Ez a jelzés csupán a megfogalmazás eredetét és a szerzői jogokat jelzi, nem szolgál a cikkben szereplő információk forrásmegjelöléseként.